# Maurice Dubled
Maurice Dubled, qui écrit aussi sous le pseudonyme Maurice Deblay, né le 15 juin 1893 à Nîmes et mort le 26 mars 1978 à Bessèges dans le département du Gard, est un officier de gendarmerie, résistant, dramaturge et poète français du XXe siècle, ayant participé aux deux guerres mondiales.

## Biographie
Maurice Henry Jacques Dubled, né le 15 juin 1893 à Nîmes, est le fils d'Émile Louis Dubled (1865-1916), employé des postes et télégraphes et de Louise Mathilde Jenny Dubled (1862-1937).
Il part faire ses études à Paris au Lycée Louis-le-Grand où il se fait remarquer en obtenant le prix Châtenière en 1909. En 1911, il est reçu à l'École spéciale militaire de Saint-Cyr et affecté pour son service militaire au 40e régiment d'infanterie.
Au début de la Première Guerre mondiale, il passe au 67e régiment d'infanterie où il est nommé sous-lieutenant en octobre 1914, puis lieutenant en août 1916. Il est cité à l'ordre de la division : « a fait preuve le 31-8-1914 d'un réel ascendant sur sa section, la maintenant dans un ordre parfait sous une très vive fusillade et le feu de l'artillerie. Blessé très grièvement le 2-9-1914 [à Montfaucon, par balle aux deux jambes] est revenu au front avant complète guérison. S'est distingué en 1915 dans le secteur de la tranchée de Calonne ». En effet, il est porté disparu dans la tranchée de Calonne le 24 avril 1915, fait prisonnier, il est interné à Ingolstadt jusqu'à son rapatriement en décembre 1918.
Il épouse Jeanne Fernande Ravel (1899-1982) à Nîmes le 24 décembre 1919.
Promu capitaine en mars 1919, il passe par différents régiments : 166e régiment d'infanterie en septembre 1919, 4e régiment mixte de zouaves et tirailleurs en juin 1920 et 16e Régiment de tirailleurs tunisiens à l'Armée du Rhin en octobre 1920.
En octobre 1922, il est admis premier aux examens de l'école d'officiers et d'élèves officiers de gendarmerie de Versailles. Il réussit l'examen de sortie de l'école en 1923, classé premier par ordre de mérite et devient capitaine de gendarmerie à Perpignan. Lorsqu'il est nommé chevalier de la Légion d'honneur en décembre 1929, il est capitaine à la Garde républicaine à Paris, où il est promu chef d'escadron en 1932. En mars 1933, il est désigné pour exercer par intérim le commandement de la compagnie de gendarmerie de l'Isère à Grenoble.
Pendant la Seconde Guerre mondiale, il poursuit sa carrière dans la gendarmerie tout en faisant partie des services de renseignements de la résistance au sein du réseau SSMF-TR. En décembre 1940, il commande par intérim la compagnie de gendarmerie de Corse. Promu lieutenant-colonel en 1941, il est affecté à la 3e légion à Rouen en 1942, à la légion de Franche-Comté en octobre 1943.
Son activité dans la résistance lui vaut d'être décoré de la médaille de la résistance française en septembre 1945 et il passe dans la de réserve en novembre 1945.
Maurice Dubled meurt le 26 mars 1978 à Bessèges.

## Carrière littéraire et œuvres principales

### Carrière littéraire
À côté de ses fonctions militaires, Maurice Dubled déploie une grande activité littéraire, écrivant des poèmes, des drames lyriques et des romans sous son nom ou sous le nom de plume Maurice Deblay. Il obtient un prix de poésie de l'Académie des jeux floraux en 1928 et ses pièces sont jouées dans des théâtres parisiens.
Il collabore avec de nombreuses publications comme L’Éveil catalan, Nîmes-Soir, Septimanie, La Tramontane, Paris-Soir, La Griffe, La Voix du combattant.
Le critique André Fontainas écrit dans le Mercure de France que « C'est une fantaisie exquise que L'Amour mouillé de M. Maurice Deblay. Cet amour, sans doute, s'est blotti et immobilisé au marbre d'une statue, au fond d'un parc, enclos en la forêt que Victor Hugo, souriant, a vivifiée des mille voix de la nature, plantes et oiseaux […] Certes, M. Maurice Deblay s'est amusé lorsque d'une verve aisée, charmante, prompte et spirituelle il a animé cet essai dramatique, comme il l'appelle, et qui, je l'en assure, est parfaitement réussi. […] l'art de M. Deblay demeure le plus souvent objectif et s'applique à susciter l'émotion en douant de vie la matière d'art qui a frappé sa vue ou suscité sa méditation. Il excelle le plus souvent en son dessein subtil ».

### Œuvres principales
- Mouquères et Mousmés, 1920[14]
- Vers pour elle, 1921[15]
- L'Amour mouillé, 1926[16]
- Un grand cœur, joué au théâtre du Casino d'Amélie-les-Bains les 21 août 1927[17]
- Djella, drame lyrique en 2 actes[17]
- Le Seigneur de Carabas, fantaisie en vers jouée le 19 mars 1930 au Théâtre national populaire à Paris[18]
- La Montagne, pièce en 3 actes en vers, 1937

## Distinctions
- Croix de guerre 1914–1918, étoile d'argent
- Chevalier de la Légion d'honneur, décret du 25 décembre 1929[19]
- Médaille de la Résistance française, décret du 6 septembre 1945[20],[21]
- 1920 : Fêtes de l'amandier de Nîmes - 1er prix de poésie pour A la fon de Nime[22]
- 1927 : Concours du Genêt d'or de Perpignan - Amandier d'argent pour Arrivée en Arles[23]
- 1928 : Académie de jeux floraux de Toulouse - Primevère pour les sonnets Au pays du soleil[24]
- 1929 : Concours du Genêt d'or de Perpignan - Amandier d'argent pour Les Cailloux blancs[25]